# Paul Teste
Paul Marcel Teste (* 2. Oktober 1892 in Lorient; † 13. Juni 1925 in Villacoublay) war einer der Pioniere der französischen Marinefliegerei, der erste Franzose, der – am 20. Oktober 1920 – eine Trägerlandung durchführte.

## Vorkriegslaufbahn und Erster Weltkrieg
Teste trat im Jahre 1909 als 17-Jähriger in die École Navale ein, die Marineoffiziersschule in Brest. Er wurde 1911 zum Fähnrich (Aspirant) und 1912 zum Leutnant zur See (Enseigne de vaisseau 2e classe) befördert.
Bei Beginn des Ersten Weltkriegs war er Oberleutnant zur See (Enseigne de vaisseau 1ère classe). Er diente zunächst auf kleinen Einheiten in Flandern und wurde 1916 Erster Offizier des Patrouillenboots Dragon. Er begann sich für die Luftfahrt zu interessieren, die mit der wachsenden Bedeutung des U-Boot-Kriegs zunehmend für Aufklärungsaufgaben wichtig wurde. Im Jahre 1917 meldete er sich zu den Marinefliegern und wurde als Beobachter zu den Schwadronen B101 und B102 unter Fregattenkapitän Jean de Laborde in Dünkirchen beordert, die mit leichten Doppeldecker-Flugbooten des Typs FBA-H (150-PS Hispano-Suiza-Motor) ausgerüstet waren.
Am 26. Mai 1917 wurde sein Verband von vier FBAs während eines Aufklärungsflugs von deutschen Hansa-Brandenburg W.12-Jägern bei Zeebrügge abgefangen und teils abgeschossen, teils zur Landung gezwungen. Teste geriet in deutsche Gefangenschaft und kam in ein Lager bei Karlsruhe. Ein erster Fluchtversuch scheiterte mit erneuter Gefangennahme und Verlegung in ein Straflager bei Magdeburg. Eine zweite Flucht gelang. Am 14. Januar 1918 erreichte er die niederländische Grenze, und wenige Wochen später war er zurück in Frankreich, wo er zum Kapitänleutnant (Lieutenant de vaisseau) befördert und mit dem Croix de guerre mit Palmen ausgezeichnet wurde.
Bis Kriegsende diente er dann zunächst auf Korfu, dann auf der Fliegerbasis Saint-Raphaël bei Fréjus. Dort hatte die Marineleitung, nach dem Besuch einer französischen Delegation auf britischen Marinefliegerbasen im Frühjahr 1918, im Frühsommer eine Übungsplattform für zwei Hanriot HD.2 Doppeldecker errichten und auf dem Achterdeck des Linienschiffs Paris eine Plattform installieren lassen. Am 25. Oktober 1918 gelang dem Leutnant zur See Georges Guierre der erste Start von der Übungsplattform. Als Paul Teste dies am 9. November bei Korfu von der nur 15 Meter langen Plattform der Paris ebenfalls versuchte, stürzte seine Maschine ins Wasser.

## Entwicklung der Marineflieger
Nach dem Ende des Kriegs wurde Teste damit beauftragt, eine Träger-gestützte Marinefliegerschwadron aufzubauen, die so genannte Aviation d'Escadre. Seine eigenen Erfahrungen in Flandern hatten ihn überzeugt, dass Wasserflugzeuge nicht als Kampfflugzeuge geeignet waren und leichten, schnellen und beweglichen Radflugzeugen immer unterlegen sein würden. Daher war er ein Verfechter Träger-gestützter Marineflieger. Die Rolle für Schwimmerflugzeuge sah er vor allem als Aufklärer, da sie nicht an Flugplätze gebunden waren, sondern auf jeder geeigneten Wasserfläche starten und landen konnten. Im April 1924 flog er daher mit einem leichten Wasserflugzeug FBA 17 von Paris über Bordeaux und Toulouse nach Saint-Raphaël, um eine mögliche Flugroute für große Flugboote vom Atlantik zum Mittelmeer zu erkunden. Sein Flug über 2000 km dauerte insgesamt 20 Stunden, wobei er 13 Landungen und 21 Wasserungen ohne Zwischenfall durchführte.
Teste begann zunächst mit einigen jungen Kameraden, von einer 15 Meter langen, auf den 700-Tonnen Aviso Bapaume montierten Holzplattform Starts zu üben. Das gelang zwar immer häufiger, aber die Plattform war zum Landen wesentlich zu kurz. Also wurde 1920 zunächst auf dem Vorschiff der Bapaume eine 35 Meter lange Plattform errichtet, von der aus Teste im Frühjahr 1920 mit einer Nieuport 11 den Katapult-Start probierte. Seine erfolgreichen Starts, die er danach den militärischen Spitzen des Landes vorführte, sowie ein Besuch französischer Militärs auf dem seit September 1918 operierenden britischen Flugzeugträger HMS Argus, führten im Juni des gleichen Jahres dazu, dass die Marine beschloss, ein größeres Schiff für Versuche umzubauen. Die Wahl fiel auf das unvollendete und bereits zur Aussonderung vorgesehene Schlachtschiff Béarn, dem praktisch noch alle Aufbauten fehlten. Die Béarn wurde am 15. April 1920 in La Seyne-sur-Mer bei Toulon vom Stapel gelassen, und ab Oktober 1920 begannen die ersten Flugversuche.

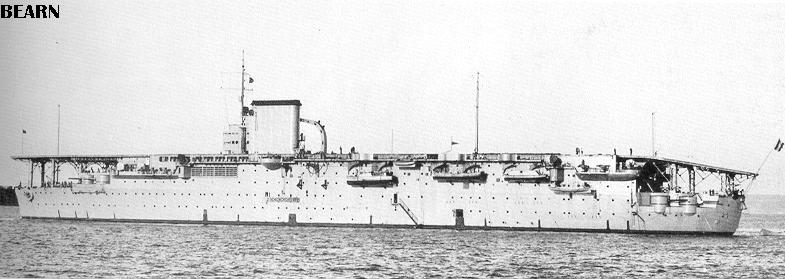
Der Flugzeugträger Béarn um 1928

Am 20. Oktober 1920, auf der Reede von Toulon (die Béarn hatte noch keine Maschinenanlage), landete Teste seine Maschine, einen einmotorigen Doppeldecker Hanriot HD.1, erfolgreich auf einer 43 Meter langen hölzernen Landerampe, die auf das Achterdeck der Béarn aufgelegt worden war. Mit Sandsäcken beschwerte Seile quer über das Deck halfen, das Flugzeug bei der Landung abzubremsen und schon nach 30 Metern zum Stehen zu bringen. Bis zum Frühjahr 1921 legte Teste eine Serie weiterer Landungen auf der Béarn hin, zuerst mit der Hanriot HD.1, dann auch mit einer Sopwith 1A2, einer Hanriot HD.2 und einer Hanriot HD.3. Mehrere seiner Kameraden machten es ihm nach, und insgesamt machten sechzehn Piloten 45 erfolgreiche Landungen auf der Béarn. Teste wurde mit dem Orden der Ehrenlegion ausgezeichnet. Die erfolgreiche Testserie führte zu dem Beschluss der Marineleitung, die Béarn zu einem vollwertigen Flugzeugträger umzubauen, der mit dem Marine-Bauprogram vom 18. April 1922 bestätigt wurde.
Wie der spätere General Billy Mitchell in den USA, so war auch Teste überzeugt, dass Luftangriffe erfolgreich von großen Trägerschiffen gestartet werden könnten. Schon 1921 flog er bei einem Manöver seiner Schwadron einen Scheinangriff auf das Schlachtschiff Bretagne und warf dabei eine Übungsbombe nur 20 Meter neben den Bug des Schiffs. Allerdings stürzte seine Maschine dabei ins Meer; er wurde unverletzt geborgen. Im Juli 1922 wurde Teste zum Korvettenkapitän befördert.
1925 berief ihn der neue Marineminister J. L. Dumesnil in sein Militärkabinett, wo er mit dem Aufbau der Marinefliegerei beauftragt wurde. Gleichzeitig kümmerte Teste sich um die Einführung neuer Flugzeuge und Geräte und die Ausbildung seiner Schwadron in Saint-Raphaël.

## Tod
Teste blieb trotz seiner organisatorischen Aufgaben im Ministerium weiterhin an der Verbesserung der Katapultstarts und an Langstrecken-, Nacht- und Interkontinentalflügen interessiert, und insbesondere an einer non-stop Atlantiküberquerung von Paris nach New York. Zur Vorbereitung darauf plante er, die etwa 5000 km von Paris nach Karatschi ohne Zwischenlandung zu fliegen. Die dafür vorgesehene Maschine war ein neu konzipierter Amiot 120-Dreisitzer mit 600 PS (mit Benzoleinspritzung 740 PS). Kapitänleutnant Amanrich, ein ausgezeichneter Pilot, und der Flugzeugkonstrukteur Félix Amiot sollten die beiden anderen Teilnehmer des Flugs sein. Die Vorbereitungen zum Flug fanden bei Villacoublay südwestlich von Paris statt.
Am 13. Juni 1925 wollten Teste und Amanrich einen weiteren Teststart absolvieren, um sich mit ihrer Maschine vertraut zu machen. Es war heiß und der Himmel wolkenlos, aber ein starker Wind kam auf. Teste entschloss sich dennoch zum Start. Alles ging gut, bis plötzlich eine Bö das Flugzeug nach unten drückte. Die Maschine streifte einen Baumwipfel, stürzte abrupt zu Boden und ging Sekunden später in Flammen auf. Amanrich blieb unverletzt, aber Teste erlitt schwerste Brandverletzungen und starb einige Stunden später im Krankenhaus von Versailles.

## Ehrung
Im Jahre 1929 benannte die französische Marine das Flugzeugmutterschiff Commandant Teste nach ihm – eine hohe, aber auch etwas eigenartige Ehrung für den Mann, der sich so zielstrebig für Rad- und gegen Schwimmerflugzeuge eingesetzt hatte.